# Stazione di Fratte Centro
Stazione di Fratte Centro vasútállomás Olaszországban, Veneto régióban, Santa Giustina in Colle településen.

## Vasútvonalak
Az állomást az alábbi vasútvonalak érintik:
- Padova-Bassano-vasútvonal

## Kapcsolódó állomások
A vasútállomáshoz az alábbi állomások vannak a legközelebb: 
- Stazione di Camposampiero (Stazione di Padova)
- Stazione di Villa del Conte (Stazione di Bassano del Grappa)